# RMVB
Real Media Variable Bitrate, conhecida também pelo acrônimo RMVB, é uma extensão de bitrate variável do container multimídia RealMedia, desenvolvido pela RealNetworks. O codificador para este padrão também é conhecido como RV40.
Consiste do tradicional arquivo .rm (arquivo Real Media com taxa de dados constante), porém com a capacidade de variar a taxa de dados de acordo com a complexidade das imagens em cada quadro do vídeo. Desta maneira se torna maior o valor da relação qualidade/tamanho. Assim o arquivo de vídeo terá a mesma qualidade com um tamanho menor que o usual.

## Reprodutores de Mídia com suporte a extensão.rmvb
A própria RealNetworks disponibiliza um reprodutor de mídia que executa corretamente esses arquivos, o RealPlayer. Há também a possibilidade de instalar somente o pacote de codecs necessários e executar com outro reprodutor de mídia,
o mais conhecido é o Real Alternative.
Existem reprodutores de mídia que já vem com os codecs integrados como o VLC media player que a partir da versão 1.0.3 já integra os codecs .rm e .rmvb. 

## Conversão para o formato
Para converter um arquivo de vídeo para o formato RMVB, pode-se utilizar uma variedade de softwares disponibilizados gratuitamente como o Easy RealMedia Producer ou RMVB Converter.
Um arquivo de 180Mb no formato AVI mpeg2, ao ser convertido em RMVB sem alterar qualidade do arquivo de origem, resulta em um arquivo de ~70MB. Muitos codecs atuais tem a taxa de compactação similar ao rmvb e sua extensão continua .avi. Não é recomendado converter os formatos MKV, MP4 e FLV, pois os mesmos já são arquivos re-encodados de algum RAW.